# Spodnji Gabrnik
Spodnji Gabrnik este o localitate din comuna Rogaška Slatina, Slovenia, cu o populație de 118 locuitori.